# Torre del Mangia
Torre del Mangia je stolp v Sieni v italijanski deželi Toskana. Zgrajen v letih 1338-1348 , se nahaja na trgu Piazza del Campo, glavnem trgu v Sieni, ob Palazzo Pubblico (mestna hiša). Ko je bil zgrajen, je bil eden najvišjih posvetnih stolpov v srednjeveški Italiji. S 102 m je drugi najvišji za Cremoninim Torrazzo (112 m), Asinellijev stolp v Bologni je s 97 m tretji.

## Zgodovina
Stolp je bil zgrajen v popolnoma enaki višini kot Sienska stolnica, kar je znak, da imata cerkev in država enako moč. 
Ime se v dobesednem pomenu "Stolp požeruha" nanaša na njegovega prvega zvonarja Giovannija di Balduccia, z vzdevkom Mangiaguadagni ('Jedec-dobička', to je 'dobičkožer') bodisi zaradi njegove zapravljivosti , brezdelja  ali požrešnosti.

## Opis
Stolp ima vizualno ločene ravni z vrha:
- kratka bledo siva zgornja loža
  - marmorna (zgornja) zgradba.
  - kamniti del, ki rahlo plameni
- dolg jašek iz rdeče opeke

Marmorna loža na dnu stolpa, kjer se sreča s Piazza del Campo, znana tudi kot Cappella di Piazza, je bila dodana leta 1352, za zahvalo da so Sienčani preživeli  črno smrt z zaobljubo sveti Devici. Sedanjo obliko z vogalnimi pilastri je dobila leta 1378, skulpture, ki jih krasijo, pa jih je v letih 1378-1382 izdelal Mariano d'Angelo Romanelli e Bartolomeo di Tommé. Preprost lesen strop, ki je nekoč pokrival ložo, je v letih 1461–1468 nadomestil sedanji renesančni marmornat obok, ki ga je izdelal avtor Federighi, prav tako avtor bizarnih dekoracij kronanja. V letih 1537-1539 je Il Sodoma naslikal fresko nad oltarjem, ki je danes v mestnem muzeju v Palazzo Pubblico.
Zgornji srednji del iz kamna je Agostino di Giovanni zgradil po zasnovi nekega Mastro Lippo pittore, ki ga je verjetno mogoče identificirati z Lippo Memmi. Sestavljen je iz parapeta, naslonjenega na konzole. Izraziti cvetni loki med konzolami so pisce vodili k opisu strukture kot tulipan  ali lilija.
Ura na spodnjem delu jaška je bila dodana leta 1360. Obstajajo trije zvonovi, največji se imenuje Sunto - okrajšava assunto, sklic na domnevo Device. Zvon igra pomembno vlogo pri praznovanjih Palia.
Stene stolpa so na vsaki strani debele približno 3 m.

## Replike po svetu
Spominski urni stolp Josepha Chamberlaina (z vzdevkom Old Joe) na univerzi v Birminghamu v Veliki Britaniji je navdihnil Torre del Mangia, podoben dizajn pa združuje z viktorijanskim slogom rdeče opeke.
Urni stolp, ki so ga oblikovali McKim, Mead & White si lahko ogleda v Waterburyju v zvezni državi Connecticut v ZDA. Dograjen leta 1909 je stavba, na katero je pritrjena, takrat mestna železniška postaja, je zdaj sedež dnevnega časopisa v regiji.
Spomenik romarjem v provinci Town v Massachusettsu, ki ga je zasnoval Willard T. Sears, je skoraj enak vzoru Torre del Mangia, le da je v celoti izdelan iz granita. Zgrajen je bil med letoma 1907 in 1910, v spomin na prvi pristanek romarjev Mayflower v Provincetownu 21. novembra 1620. 77 m visok spomenik Provincetowna je najvišja popolnoma granitna zgradba v ZDA.
Po vzoru Torre del Mangia je tudi stolp v Pine Street Inn na južnem koncu Bostona v Massachusettsu, nekdaj gasilski dom in stolp za požar. Bostonski stolp, visok 48 m, ki ga je leta 1892 zasnoval in zgradil Edmund March Wheelwright, je izdelan iz opeke, kot je italijanski izvirnik in je bil prvotno zasnovan kot del osrednjega gasilskega doma in uporabljen kot stražni stolp.
Dock Tower v Grimsbyju v severovzhodnem Lincolnshiru v Veliki Britaniji je bil zgrajen leta 1852 in visok 94 m. Njegova funkcija je bila kot hidravlični stolp za odpiranje zapornic Royal Dock. Čeprav je od leta 1892 zastarel, ostaja stolp ponosen spomenik mestu in njegovi bogati ribiški zgodovini.
Glavna stavba španske poslovne in pravne šole ICADE v Madridu, je na vrhu stolp z uro, oblikovan po Torre de Mangia.